# Majavajoki (vattendrag i Finland, Lappland, lat 66,10, long 26,35)
Majavajoki är ett vattendrag i Finland.   Det ligger i landskapet Lappland, i den norra delen av landet, 700 km norr om huvudstaden Helsingfors.